# 河井坊茶
河井 坊茶（かわい ぼっちゃ、-ぼうちゃ、1920年7月24日 - 1971年12月1日）は、日本の俳優、歌手、放送タレントである。本名は秋元 喜雄（あきもと よしお）。

## 人物・来歴
1920年（大正9年）7月24日、秋元喜雄として生まれる。早稲田大学理工学部を卒業後、母校の暁星中学校で数学教師をつとめていた。
1945年（昭和20年）3月10日、東京大空襲、同年8月15日、25歳のときに第二次世界大戦の終戦を迎え、同年11月、復員してきた三木鶏郎が東京大空襲で焼け跡となっていた三木の九段の自宅跡に掘立小屋「鶏小屋第1号」を建てたとき、河井は妻とともに居候する。
翌1946年（昭和21年）1月29日、三木がNHKラジオの番組『歌の新聞』第1回放送に出演するにあたり、繁田裕司（三木）、朝川賞郎、秋元喜雄（河井）3人の「コメディアン・ハーモニスト」名義でともに出演した。1946年（昭和21年）2月10日、第3回『歌の新聞』から、三木が「三木鶏郎」と名乗り、3人は「ミッキートリオ」としてレギュラー出演することになる。同トリオは、のちに神田千鶴子、三木鮎郎、同年4月にジョージ川口、小野満、鈴木章治らジャズミュージシャンで結成する「三木鶏郎楽団」を加えて「三木鶏郎グループ」となった。同年6月6日、同グループに三木のり平が加入。同年8月4日、進駐軍検閲官ヒギンズ少佐により『歌の新聞』は放送を中止となった。同年10月には、丹下キヨ子、千葉信男、小野田勇らが「三木鶏郎グループ」に加わる。
1947年（昭和27年）10月5日、27歳のとき、NHKラジオの番組『日曜娯楽版』の放送開始、2週目の同月12日から、河井は「三木鶏郎グループ」の中核メンバーとして出演を開始する。翌1948年（昭和23年）2月1日、「三木鶏郎グループ」が池袋文化劇場を経営を開始、旭輝子、有島一郎らが加入した。1950年（昭和25年）、映画『オオ!! 細君三日天下』に「三木鶏郎グループ」として河井も出演した。1951年（昭和26年）8月31日、三越名人会に出演後に、「三木鶏郎グループ」は解散した。翌1952年（昭和27年）6月8日、『日曜娯楽版』は最終回を迎えた。翌週6月15日から『ユーモア劇場』が始まり、ひきつづき出演した。
1955年（昭和30年）9月1日、大阪の朝日放送の番組『クレハホームソング』で三木の作詞作曲、河井が歌う『泣く泣くかぐや姫』が放送され、のちのミュージカルのきっかけとなる。
1956年（昭和31年）4月13日、ラジオ東京ラジオ（現在のTBSラジオ）でクイズ番組『ぴよぴよ大学』がはじまるが、当初の「チキン総長」は有島一郎、河井は楽長で、のちに有島と交代し、「チキン総長」となった。やがて、同番組はラジオテレビ連動番組となる。1960年（昭和35年）3月25日に最終回を迎えた。
1962年（昭和37年）11月13日にフジテレビジョンが放送を開始した『日清オリンピックショウ 地上最大のクイズ』に、初代出題者の十朱久雄に代わり、43歳であった1964年（昭和39年）2月11日から、河井が二代目出題者となる。翌1965年（昭和40年）5月25日に同番組は最終回を迎える。
1968年（昭和43年）11月、48歳のとき、CBCラジオで『ばつぐんジョッキー』が放送開始、河井は金曜日の担当となる。
1971年（昭和46年）12月1日、死去する。満51歳没。

## フィルモグラフィ
- オオ!! 細君三日天下、脚本小崎政房、監督大谷俊夫、主演花菱アチャコ、太泉映画 / 東京映画配給、1950年4月2日
- 東京アベック地図、監督伊原周一、共演菊野明子、日本芸術映画社 / 松竹、1951年9月28日
- 裸の天才画家 山下清、脚本・監督 西沢豪、撮影白井茂、日本映画新社 / 東宝、1957年10月15日 - 語り手
- 裸の大将、脚本水木洋子、監督堀川弘通、主演小林桂樹、東宝、1958年10月28日 - 加藤清正役
- かあちゃんしぐのいやだ、原作平林良孝、脚本木下恵介、監督川頭義郎、主演有馬稲子、松竹大船撮影所、1961年5月26日 - 語り手

## テレビ・ラジオ出演
- 歌の新聞、NHKラジオ、1946年1月29日 - 同年8月4日
- 日曜娯楽版、NHKラジオ、1947年10月5日 - 1952年6月8日
- ユーモア劇場、NHKラジオ、1952年6月15日 - 1954年6月13日
- ぴよぴよ大学、ラジオ東京ラジオ 1956年4月13日 ⇒ ラジオ東京テレビ 1960年3月25日 - 「チキン総長」
- 日清オリンピックショウ 地上最大のクイズ、フジテレビ、1964年2月11日 - 1965年5月25日 - 二代目出題者
- ばつぐんジョッキー、CBCラジオ、1968年11月 - 1970年ころ - 金曜日担当

## ディスコグラフィ
楽曲
- 三木鶏郎『お風呂屋の歌』、作詞三木鶏郎、作曲三木鶏郎・河井坊茶
- 三木鶏郎『お風呂屋節』、作詞三木鶏郎、作曲三木鶏郎・河井坊茶
- 河井坊茶『泣く泣くかぐや姫』、作詞・作曲三木鶏郎
- 河井坊茶「ためいきのギター」「裏町の屋根の下」
- 河井坊茶「人生シャボン玉」「おしゃべりバンジョー」

## 註
1. 1 2  『TBS50年史』東京放送、2002年1月、100頁。
2. ↑  日本映画史研究会『日本映画人名辞典 スタッフ篇』第1巻、p.747
3. ↑  日外アソシエーツ『昭和物故人名録: (昭和元年-54 年)』p.148
4. 1 2 3  『芸能人物事典 明治大正昭和』（日外アソシエーツ、1998年11月）の「河井坊茶」の項の記述を参照。
5. 1 2 3 4 5 6 7 8 9 10 11 12 13 14  三木鶏郎公式サイト「三木鶏郎資料館」内の「三木鶏郎史」の項の記述を参照。